# Forcipomyia antrijovis
Forcipomyia antrijovis är en tvåvingeart som först beskrevs av Jean-Jacques Kieffer 1919.  Forcipomyia antrijovis ingår i släktet Forcipomyia och familjen svidknott.
Artens utbredningsområde är Grekland. Inga underarter finns listade i Catalogue of Life.